# 44 Andromedae
44 Andromedae este o stea din constelația Andromeda.
1. ↑  Magnetic Field and Rotation in Lower Main-Sequence Stars: An Empirical Time-Dependent Magnetic Bode's Relation?
2. ↑   https://www.webcitation.org/6ARj1bMNM?url=http://webviz.u-strasbg.fr/viz-bin/VizieR-5?-out.add=., arhivat din original la 5 septembrie 2012, accesat în 4 decembrie 2011 Lipsește sau este vid: |title= (ajutor)